# Hans Carl Friedrich von Mangoldt
Hans Carl Friedrich von Mangoldt (Weimar, 18 de mayo de 1854 - Danzig, 27 de octubre de 1925) fue un matemático alemán que contribuyó a la solución del teorema de los números primos.

## Biografía
Mangoldt se doctoró en 1878 en la Universidad de Berlín, donde sus supervisores fueron Ernst Kummer y Karl Weierstrass. Contribuyó a la solución del teorema de los números primos aportando pruebas rigurosas de dos afirmaciones del artículo de Bernhard Riemann Sobre el número de primos menores que una magnitud determinada. El propio Riemann únicamente había aportado pruebas parciales de estas afirmaciones. Mangoldt trabajó como profesor en la Universidad Técnica de Aquisgrán y le sucedió Otto Blumenthal. 